# Can Bucs
Can Bucs és una obra de Santa Pau (Garrotxa) inclosa a l'Inventari del Patrimoni Arquitectònic de Catalunya.

## Descripció
És un gran casal de planta rectangular, amb alguns afegits, i teulat a dues aigües amb els vessants vers les façanes principals. Va ser bastit amb pedra volcànica i carreus ben escairats als angles i obertures. Disposa de planta baixa i dos pisos. Té annexes nombrosos corrals i algunes pallisses davant l'era, feta de cairons vermells de 15 x 15 cm. Una de les pallisses, enrunada, conserva en una biga de fusta la data 1761. Hi ha llindes amb diverses inscripcions. A la de la porta de les corts hi diu "ALEX BUCHMEAEHEC / SATINEMACRUSCATILLA". A la porta principal s'hi veu un dibuix d'una creu. A la llinda de la finestra hi ha un triangle amb una flor a dins coronat per una creu.
L'oratori és una petita sala de planta rectangular d'uns dos metres d'amplada per tres de llargada. La llinda de la porta conserva la data de 1804. El seu estat actual és llastimós. Conserva pintures murals d'inspiració clàssica. Quatre columnes emmarquen la fornícula central i dos medallons laterals, un d'ells representa a Sant Pere, amb les claus a la mà i el gall damunt l'arbre. L'altre representa una Santa. Damunt hi ha un petit entaulament que deixa pas a la representació de Sant Miquel amb el diable, les balances i l'espasa, acompanyat per dos petits angelots, un portant un martell i l'altre unes tenalles. Damunt hi ha dos àngels més amb els símbols de la passió a les mans: la llança i l'esponja amb vinagre. Està cobert per voltes d'aresta i la part superior té un balconet de fusta per tal d'accedir a l'oratori des del pis superior.

## Història
Els orígens de població de la vall de Sant Martí són incerts. Hipotèticament era creuada per un camí prehistòric, i després grec i romà, que comunicava Emporium amb la Vall de Bas. Documentalment la primera notícia és la de la consagració de l'església de Sant Martí (989). Dins aquesta vall hi ha grans casals esplèndids, que ni amb la minva de l'agricultura han estat deshabitats, com Les Feixes, Can Sala, El Ventós, etc, que evoquen les primeres pairalies dels temps baronials. Altres masos, com La Boixeda, El Camó, Camprodon, o Can Bucs, foren bastits o ampliats en els segles XVII-XVIII, coincidint amb la prosperitat del camps català.